# Costers del Segre
Le Costers Del Segre est un vin espagnol bénéficiant d'une D.O (Denominación de Origen) de Catalogne.

## Vignoble

### Présentation
Cette DO compte un peu moins de 4000 hectares.

### Encépagement
Les cépages utilisés sont le grenache, le ull de llebre, le cabernet, le monastrell, le trepat, le samsô, le Pinot noir et la syrah.